# یخچال گادوین-آستین

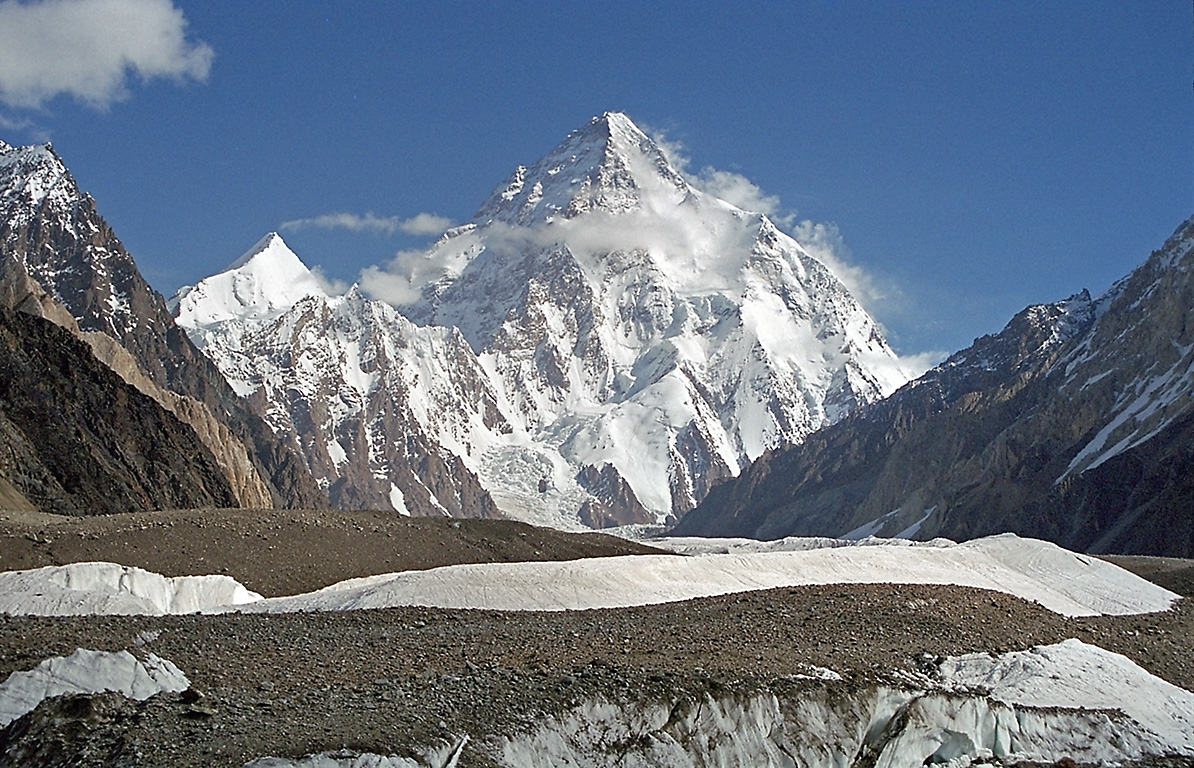
کی۲ از کنکوردیا

یخچال گادوین-آستین (انگلیسی: Godwin-Austen Glacier) یک یخچال طبیعی در کوه‌های قراقروم در منطقه گلگت-بلتستان است که در نزدیکی کوه کی۲ قرار دارد. محل برخورد این یخچال با یخچال بالتورو، کنکوردیا نام دارد که یکی از مسیرهای محبوب کوه‌پیمایی بوده و امکان دیدن چهار قله از هشت‌هزارمتری‌ها را فراهم می‌سازد.
دسترسی به یخچال گادوین-آستین از شهر بالتی در سکردو امکان‌پذیر است. این یخچال به نام هنری هاورشام گادوین-آستین نام‌گذاری شده که یکی از پیشگامان کاوشگری در این منطقه بود. قله کی۲ در ابتدا به افتخار وی کوه گادوین-آستین نام‌گذاری شده بود.

## فهرست قله‌ها
قله‌های نزدیک کنکوردیا:
- کی۲، دومین کوه دنیا با فرازای ۸٬۶۱۱ متر.
- گاشربروم ۱، یازدهمین کوه دنیا با فرازای ۸٬۰۸۰ متر.
- برود پیک، دوازدهمین کوه دنیا با فرازای ۸٬۰۴۷ متر.
- گاشربروم ۲، سیزدهمین کوه دنیا با فرازای ۸٬۰۳۵ متر.
- گاشربروم ۳، ۷٬۹۴۶ متر. (اغلب به عنوان قله فرعی گاشربروم ۲ شناخته می‌شود)
- گاشربروم ۴، هفدهمین کوه دنیا با فرازای ۷٬۹۳۲ متر.
- ماشربروم (K1)، بیست و دومین کوه دنیا با فرازای ۷٬۸۲۱ متر.
- چوگولیزا، سی و ششمین کوه دنیا با فرازای ۷٬۶۶۵ متر.
- موستاق تاور، ۷٬۲۷۳ متر.
- گنبد برفی، ۷٬۱۶۰ متر.
- بیارچدی، ۶٬۷۸۱ متر
- میتر پیک، ۶٬۰۱۰ متر.